# Albrecht I van Saksen
Albrecht I van Saksen (circa 1175 - 7 oktober 1260) was van 1212 tot 1260 hertog van Saksen. Hij behoorde tot het huis Ascaniërs.

## Levensloop
Albrecht was de tweede zoon van hertog Bernhard III van Saksen, die vanaf 1180 hertog van Saksen was, en Judith van Polen, dochter van groothertog Mieszko III. 
Na de dood van Bernhard III in 1212 verdeelde Albrecht samen met zijn oudere broer Hendrik I het grondgebied van zijn vader. Hendrik I kreeg het graafschap Anhalt, dat in 1218 tot een vorstendom werd verheven, en Albrecht I kreeg het hertogdom Saksen.
Als hertog van Saksen koos Albrecht I de zijde van keizer Otto IV in zijn strijd tegen de Hohenstaufen om de heerschappij van het Heilig Roomse Rijk. Albrecht voerde voornamelijk strijd tegen de aartsbisschop van Maagdenburg, een belangrijke bondgenoot van de Hohenstaufen, maar slaagde er niet in hem te verslaan.
Keizer Frederik II van het huis Hohenstaufen moest bij zijn kroning tot Heilig Roomse keizer in 1215 beloven om een nieuwe kruistocht te organiseren, wat de Vijfde Kruistocht zou worden. In 1217 stelde Frederik II een leger samen, dat onder leiding stond van Albrecht I. Dit leger veroverde de Egyptische havenstad Damietta en de kruisvaarders hoopten met deze stad een basis te hebben om Palestina te heroveren, wat echter niet lukte. 
Na de dood van keizer Otto IV in 1218 koos Albrecht I de zijde van keizer Frederik II, waarna hij officieel vazal van Frederik II werd. In 1219 ging hij daarop op kruistocht naar Lijfland. Die kruistocht diende onder meer om te verhinderen dat de Lijven een alliantie met de Russen zouden vormen. Bij deze kruistocht toonde Albrecht zich als een ijverige oorlogsvoerder met strategische bekwaamheid.
Toen bisschop Albrecht van Maagdenburg, die regent was voor markgraven Otto III en Johan I van Brandenburg, in 1221 naar Italië reisde, probeerde Albrecht I om de macht te grijpen in Brandenburg. Dit veroorzaakte echter een breuk met zijn broer Hendrik. Albrecht I zelf reisde samen met keizer Frederik II meermaals naar Italië en in 1226 kreeg hij de titel hertog van Albingen. Door deze titel werd Albrecht betrokken in de oorlog van het Huis Schaumburg tegen Denemarken. Bij deze oorlog koos hij de zijde van het huis Schaumburg en hij streed mee bij de Slag bij Bornhöved, waarbij de Denen verslagen werden. Na deze overwinning kreeg Albrecht I het hertogdom Lauenburg, de stad Mölln en het autonome Land Hadeln. In 1231 werd hij deze gebiedsuitbreiding officieel erkend door keizer Frederik II. Van 1227 tot 1230 was Albrecht I ook regent van het markgraafschap Meißen. 
Van 1228 tot 1229 nam hij samen met keizer Frederik II deel aan de Zesde Kruistocht. Ook bemiddelde Albrecht in het conflict tussen Frederik II en zijn zoon Hendrik VII, die vanaf 1222 koning van Duitsland was. In de periode 1240-1241 reisde hij opnieuw door Italië. Ook erfde Albrecht in 1250 het graafschap Belzig.
Albrecht I hield zich ook bezig met de economische belangen van zijn grondgebied. Zo voerde hij in 1248 samen met de stad Salzwedeleen tolheffing in voor het handelsverkeer afkomstig uit de steden Hamburg en Lübeck. Hierdoor kreeg Albrecht heel wat inkomsten en in 1250 richtte hij een franciscanenklooster op.
Door zijn rechten van keurvorst was Albrecht eveneens rijksmaarschalk van het Heilig Roomse Rijk. In deze functie woonde hij in 1252 de vorstenvergadering in Brunswijk bij, waarbij graaf Willem II van Holland erkend werd als Rooms-Duits tegenkoning. In 1257 verkoos hij Alfons X van Castilië als Rooms-Duits koning. Ook verwierf Albrecht het graafschap Engern. 
Toen Albrecht I in 1260 overleed, volgden zijn zonen Albrecht II en Johan I hem op als hertogen van Saksen.

## Huwelijken en nakomelingen
In 1222 huwde Albrecht met Agnes van Oostenrijk (1206-1226), dochter van hertog Leopold VI van Oostenrijk. Ze kregen volgende kinderen:
- Bernhard (overleden na 1238)
- Jutta (1223-1267), huwde met koning Erik IV van Denemarken en daarna met graaf Burchard VIII van Querfurt-Rosenburg.
- Anna Maria (overleden in 1245), huwde met hertog Barnim I van Pommeren
- Brigitte (overleden in 1266), huwde met hertog Johan I van Brandenburg
- Mechtild (overleden in 1266), huwde met graaf Johan I van Holstein

Na de dood van zijn eerste vrouw hertrouwde Albrecht in 1238 met Agnes van Thüringen (1205-1246), dochter van landgraaf Herman I van Thüringen. Ze kregen volgende kinderen:
- Agnes, huwde met hertog Hendrik I van Breslau
- Judith, huwde met markgraaf Johan I van Brandenburg en daarna met graaf Burchard VIII van Querfurt-Rosenburg.
- Margaretha (overleden in 1265), huwde met graaf Helmhold III van Schwerin

Na de dood van zijn tweede vrouw hertrouwde Albrecht in 1247 met Helene van Brunswijk, dochter van hertog Otto het Kind. Ze kregen volgende kinderen:
- Helena (1247-1309), huwde met hertog Hendrik III van Silezië en daarna met burggraaf Frederik III van Neurenberg
- Elisabeth (overleden voor 1306), huwde met graaf Johan I van Holstein-Kiel en daarna met graaf Koenraad I van Brehna.
- Johan I (1249-1288), hertog van Saksen
- Albrecht II (1250-1296), hertog van Saksen
- Rudolf (overleden na 1269), huwde met Anna van Beieren.

## Voorouders
| Albrecht I van Saksen             | Albrecht I van Saksen                                              | Albrecht I van Saksen                                              | Albrecht I van Saksen                                              | Albrecht I van Saksen                                              | Albrecht I van Saksen                                                          | Albrecht I van Saksen                                                          | Albrecht I van Saksen                                              | Albrecht I van Saksen                                              |
| --------------------------------- | ------------------------------------------------------------------ | ------------------------------------------------------------------ | ------------------------------------------------------------------ | ------------------------------------------------------------------ | ------------------------------------------------------------------------------ | ------------------------------------------------------------------------------ | ------------------------------------------------------------------ | ------------------------------------------------------------------ |
| Overgrootouders                   | Otto van Ballenstedt (1065-1123) ∞ Eilika van Saksen (1081-1142)   | Otto van Ballenstedt (1065-1123) ∞ Eilika van Saksen (1081-1142)   | Herman I van Winzenburg (1083-1138) ∞ Hedwig (~1095-1162)          | Herman I van Winzenburg (1083-1138) ∞ Hedwig (~1095-1162)          | Bolesław III van Polen (1086-1138) ∞ Salomea van Berg-Schelklingen (1101–1144) | Bolesław III van Polen (1086-1138) ∞ Salomea van Berg-Schelklingen (1101–1144) | Béla II van Hongarije (1109-1141) ∞ Helena van Servië (1109-1146)  | Béla II van Hongarije (1109-1141) ∞ Helena van Servië (1109-1146)  |
| Grootouders                       | Albrecht de Beer (1098-1170) ∞ Sophia van Winzenburg (1105-1160)   | Albrecht de Beer (1098-1170) ∞ Sophia van Winzenburg (1105-1160)   | Albrecht de Beer (1098-1170) ∞ Sophia van Winzenburg (1105-1160)   | Albrecht de Beer (1098-1170) ∞ Sophia van Winzenburg (1105-1160)   | Mieszko III (1126-1202) ∞ Elisabeth van Hongarije (1128-1154)                  | Mieszko III (1126-1202) ∞ Elisabeth van Hongarije (1128-1154)                  | Mieszko III (1126-1202) ∞ Elisabeth van Hongarije (1128-1154)      | Mieszko III (1126-1202) ∞ Elisabeth van Hongarije (1128-1154)      |
| Ouders                            | Bernhard III van Saksen (1134-1212) ∞ Judith van Polen (1154-1201) | Bernhard III van Saksen (1134-1212) ∞ Judith van Polen (1154-1201) | Bernhard III van Saksen (1134-1212) ∞ Judith van Polen (1154-1201) | Bernhard III van Saksen (1134-1212) ∞ Judith van Polen (1154-1201) | Bernhard III van Saksen (1134-1212) ∞ Judith van Polen (1154-1201)             | Bernhard III van Saksen (1134-1212) ∞ Judith van Polen (1154-1201)             | Bernhard III van Saksen (1134-1212) ∞ Judith van Polen (1154-1201) | Bernhard III van Saksen (1134-1212) ∞ Judith van Polen (1154-1201) |
| Albrecht I van Saksen (1175-1260) |                                                                    |                                                                    |                                                                    |                                                                    |                                                                                |                                                                                |                                                                    |                                                                    |